# 減価償却資産の耐用年数等に関する省令
減価償却資産の耐用年数等に関する省令（げんかしょうきゃくしさんのたいようねんすうとうにかんするしょうれい、昭和40年3月31日大蔵省令第15号）は、税法における減価償却資産の耐用年数について課税の公平性を図るために設けられた府省令である。課税基準として用いられており、法定耐用年数といった場合はこの省令に定められた耐用年数をさす。
また、この基準は税務上の基準であり本来の会計学上の基準とは異なる。但し中小企業を中心として税務上の基準を元に会計処理が行われるため、減価償却の国内標準となっている。
1951年（昭和26年）に固定資産の耐用年数等に関する省令（昭和二十六年大蔵省令第五十号）として制定され、1965年（昭和40年）に全面的に改正されて減価償却資産の耐用年数等に関する省令となった。